# Polur
Polur is een panchayatdorp in het district Tiruvannamalai van de Indiase staat Tamil Nadu. 

## Demografie
Volgens de Indiase volkstelling van 2001 wonen er 25.492 mensen in Polur, waarvan 49% mannelijk en 51% vrouwelijk is. De plaats heeft een alfabetiseringsgraad van 72%.